# Корабельный десант
Корабельный десант — боевое подразделение в составе корабельного расписания или временно формируемое из личного состава экипажа для совершения высадки на вражеский берег с помощью штатных корабельных плавсредств (шлюпок, катеров и тому подобное).
Целью такой высадки (десанта) могут быть захват и уничтожение важных объектов, установление связи с сухопутными войсками, организация корректировочного поста под задачи обеспечения целеуказания для корабельных огневых средств и тому подобное.